# 洪川韓国兵士脳腫瘍死亡事件
洪川韓国兵士脳腫瘍死亡事件（ホンチョンかんこくへいしのうしゅようしぼうじけん）は、2013年6月17日に韓国の江原道洪川郡にてA（22歳・兵士）が激しい頭痛を訴えていたのにもかかわらず、軍が適切な治療を行わずに脳腫瘍の発見が遅れ、症状が悪化して死亡した事件である。同年代に発生した漣川後任兵暴行致死事件や江原道高城郡兵長銃乱射事件と共に、2010年代前半の兵役中の兵士による事件によって、兵役や軍隊の在り方が再考されていくことになった。

## 経緯
2012年1月にA（22歳・兵士）は兵役で軍隊に入隊し、その後江原道洪川郡の部隊に配属された。
深刻な頭痛を訴えていたが、軍の誤診により軍医は頭痛薬などを処方していた。その間に病状は悪化していき、頭痛が悪化していたため、Aが病院に行く旨を中隊長に伝えた所、中隊長に悪口を言われたという。Aは食事を摂れず、水を飲んでも吐いてしまう状態になっていた。病状の深刻さを把握した軍関係者は、Aに診察のための2週間休暇を与えた。2013年1月25日にAは民間病院で診察を受け、脳腫瘍の診断を受けた。Aはソウルの大病院で脳腫瘍除去手術を受け、国軍首都病院と一般病院を行き来しながら化学療法を受けたが、軍から医療費が支給されず、家族が医療費を払っていた。5月中旬から病状が急激に悪化し、仁川の病院の集中治療室で闘病していたが、肺炎を患い、意識不明の昏睡状態となり、6月17日午前5時30分頃に死去。後に脳腫瘍の発見が遅れたことが判明し、同年2月に軍は世間から激しい批判を受けた。
Aには両親と姉がおり、Aの5歳時に父親が交通事故で障害を患ったことで家計が傾いたため、母親は工場員や電話相談員などの仕事をして家計を支え、Aは母親を助けるために肉体労働などの仕事を行なっていた。
B（2011年に論山訓練所にて髄膜炎で死亡した訓練兵）の母親主導の下、2016年1月16日にソウル特別市西大門区峴底洞に軍被害治癒センターが設立された。開所式にはAの母親と姉、Bの母親、C（漣川後任兵暴行致死事件の被害者である一等兵）の母親、D（2015年4月の軍内性的暴行事件の被害者で当時治療中の兵士）とその父親が参加した。

## 関連事件
- 韓国陸軍訓練所食糞事件 - 2005年に韓国陸軍にて発生したいじめ事件。
- 漣川軍部隊銃乱射事件 - 2005年に韓国陸軍にて発生した銃乱射事件。死者8名。
- 江華島海兵隊銃乱射事件 - 2011年に韓国海兵隊にて発生した銃乱射事件。死者4名。
- 漣川後任兵暴行致死事件 - 2014年に陸軍第28師団にて発生したいじめ暴行死事件。死者1名。
- 江原道高城郡兵長銃乱射事件 - 2014年に陸軍第22師団にて発生した銃乱射事件。死者5名。
- 韓国海軍姜邯賛艦一等兵自殺事件 - 2021年に韓国海軍艦にて兵役中の兵士が集団いじめ・暴行・暴言を苦に自宅にて自殺した事件。死者1名。